# All That Remains
Gli All That Remains sono un gruppo metalcore statunitense formatosi a Springfield, nel Massachusetts.

## Storia

### Fondazione, album di debutto eThis Darkened Heart(2000-2005)
Philip Labonte era il cantante degli Shadows Fall, con cui aveva registrato l'album Somber Eyes to the Sky. Dopo essere stato cacciato dalla band a causa di "differenze musicali", si concentrò totalmente sugli All That Remains, un side-project a cui stava lavorando già da tempo. Il gruppo pubblicò l'album di debutto, Behind Silence and Solitude il 26 marzo 2002 con la Prosthetic Records. È l'unico album della band che vede partecipi i membri fondatori Chris Bartlett e Dan Egan.

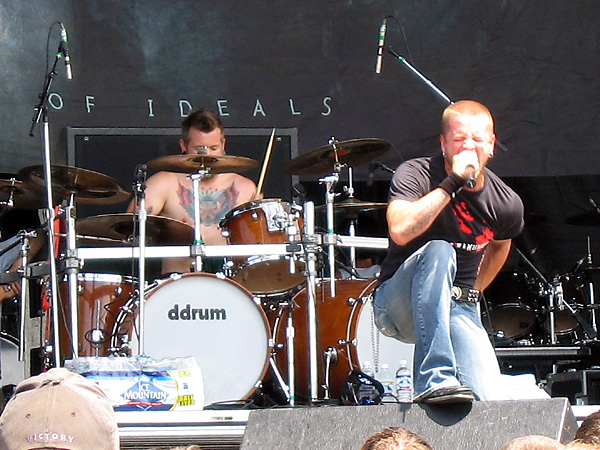
Gli All That Remains all'Ozzfest 2006

Il loro secondo album, This Darkened Heart venne pubblicato il 23 marzo 2004. Prodotto dal chitarrista dei Killswitch Engage, Adam Dutkiewicz, l'album contiene pezzi più studiati rispetto alle tracce contenute nel primo album. I tre singoli pubblicato sono "This Darkened Heart", "Tattered on My Sleeve" e "The Deepest Gray".

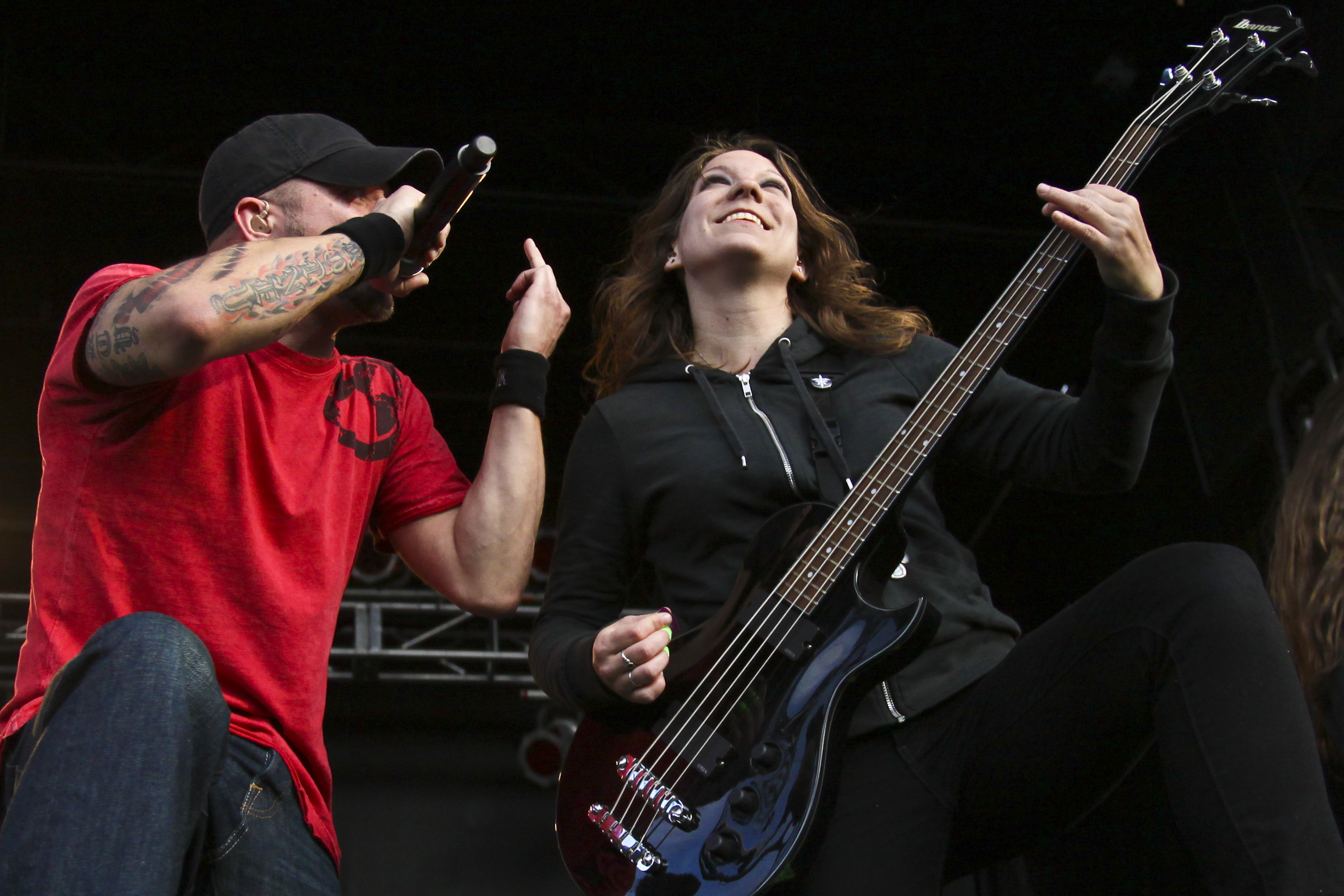
Philip Labonte e Jeanne Sagan al 94XFest 2011

### The Fall of Idealse successo (2006-2008)
Il terzo album, The Fall of Ideals venne pubblicato l'11 luglio 2006, prodotto nuovamente da Adam Dutkiewicz. L'album è, inoltre, considerato il grande passo in avanti della band, debuttando alla posizione 75 della Billboard 200, vendendo quasi 13,000 copie nella prima settimana. "This Calling" fu il primo singolo estratto dall'album. Vennero girati due video per la canzone, di cui uno con video estratti dal film Saw III - L'enigma senza fine (poiché la canzone è inserita nella colonna sonora del film). Il secondo singolo estratto fu "The Air That I Breathe". La band prese parte all'Ozzfest 2006. La canzone "Six" è inclusa nel gioco Guitar Hero II. Il 20 giugno 2007, venne annunciato che l'album aveva sorpassato le 100,000 copie vendute negli Stati Uniti. Il 10 settembre 2007 venne pubblicato il video musicale per il terzo singolo estratto dall'album: "Not Alone". Sempre nel 2007, presero parte al Wacken Open Air in Wacken ricevendo un enorme successo. Il 30 novembre 2007, la band pubblicò un CD/DVD intitolato All That Remains Live.

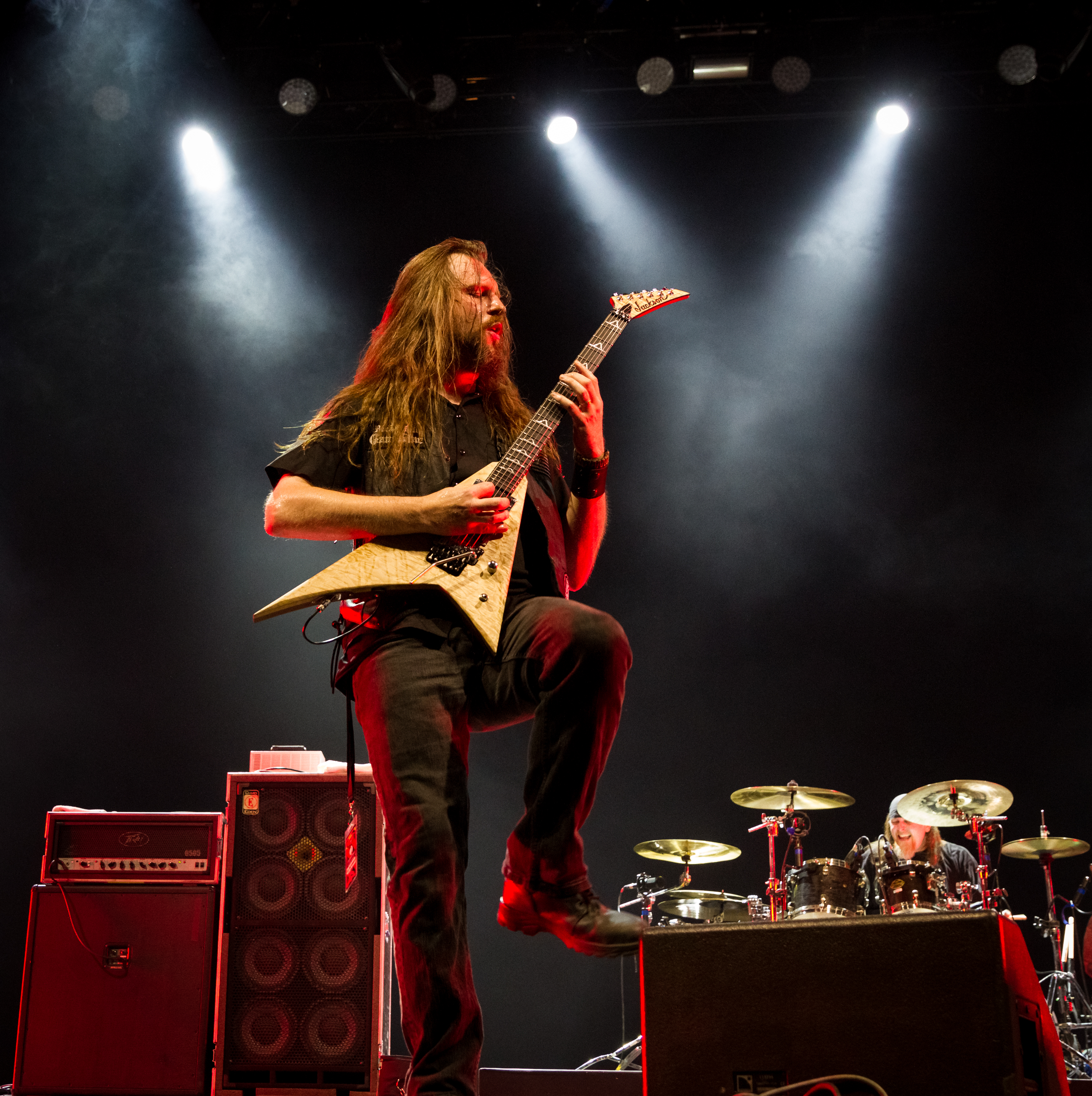
Oli Herbert

All'inizio del 2008, partirono per un tour, accompagnati da Chimaira, Black Tide, Divine Heresy e Light This City. I Five Finger Death Punch lasciarono il loro posto poco prima che il tour cominciasse a causa di problemi del cantante.

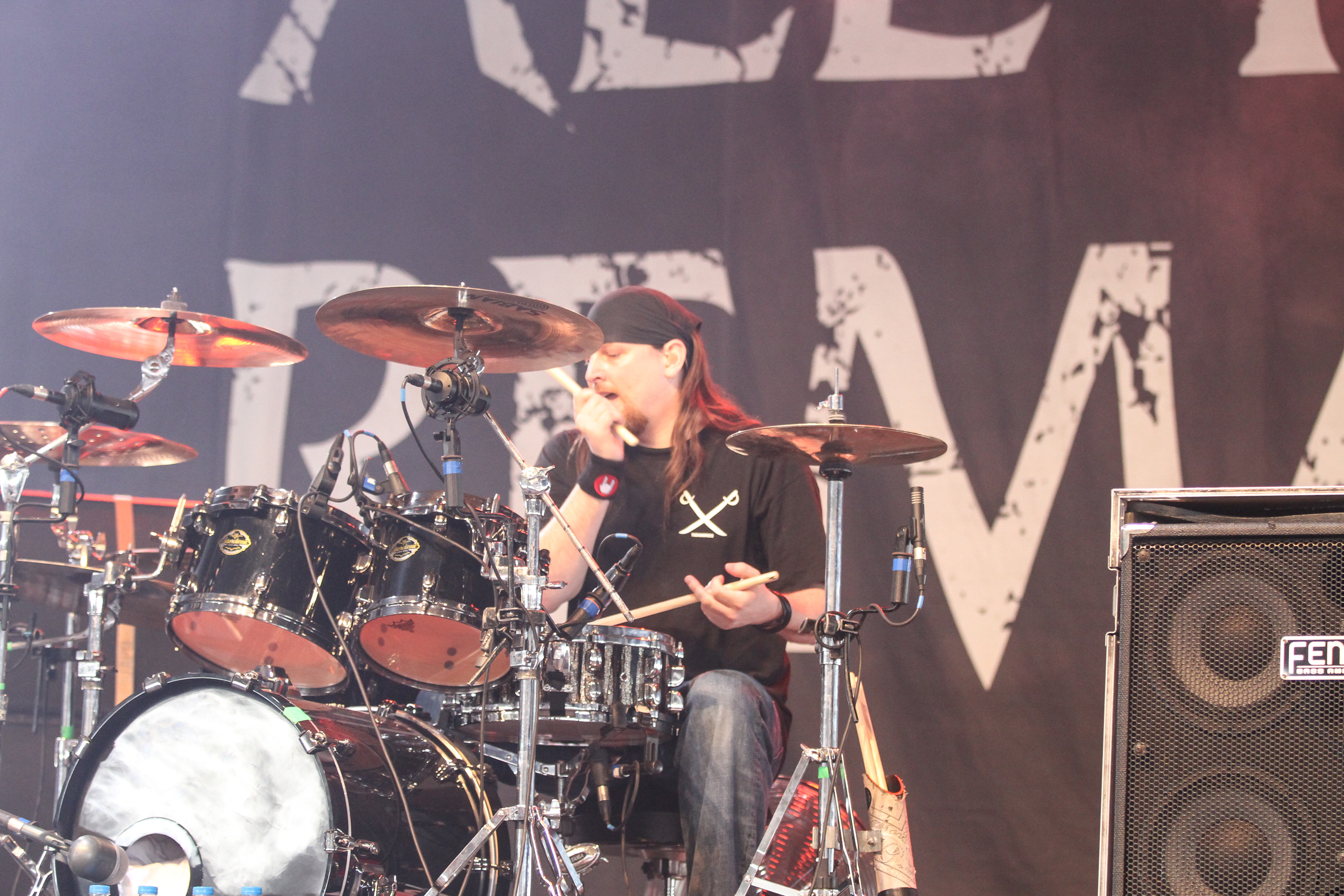
Jason Costa

### Overcome(2008-2009)
La band visitò gli Audiohammer Studios nel maggio 2008 per registrare il quarto album, intitolato Overcome, con il produttore Jason Suecof. L'album venne pubblicato il 16 settembre 2008, ricevendo critiche miste, a causa del sound più rivolto ad avere una melodia orecchiabile, piuttosto che incentrarsi su riff tecnici. Il brano "Chiron" venne pubblicato come primo singolo. Due singoli ("Chiron" and "Two Weeks") vennero inclusi come contenuti scaricabili nel videogioco Rock Band. "Two Weeks" venne anche inserita nel gioco per iPhone OS, Tap Tap Revenge 2. Il 10 giugno, la band prese parte al Mayhem Festival, suonando sul Jägermeister stage insieme a God Forbid e Trivium.
Il 12 aprile 2009, Philip Labonte scrisse sul proprio profilo twitter che stava registrando qualcosa. Si scoprì, poi, che era una versione acustica del brano "Forever in Your Hands".

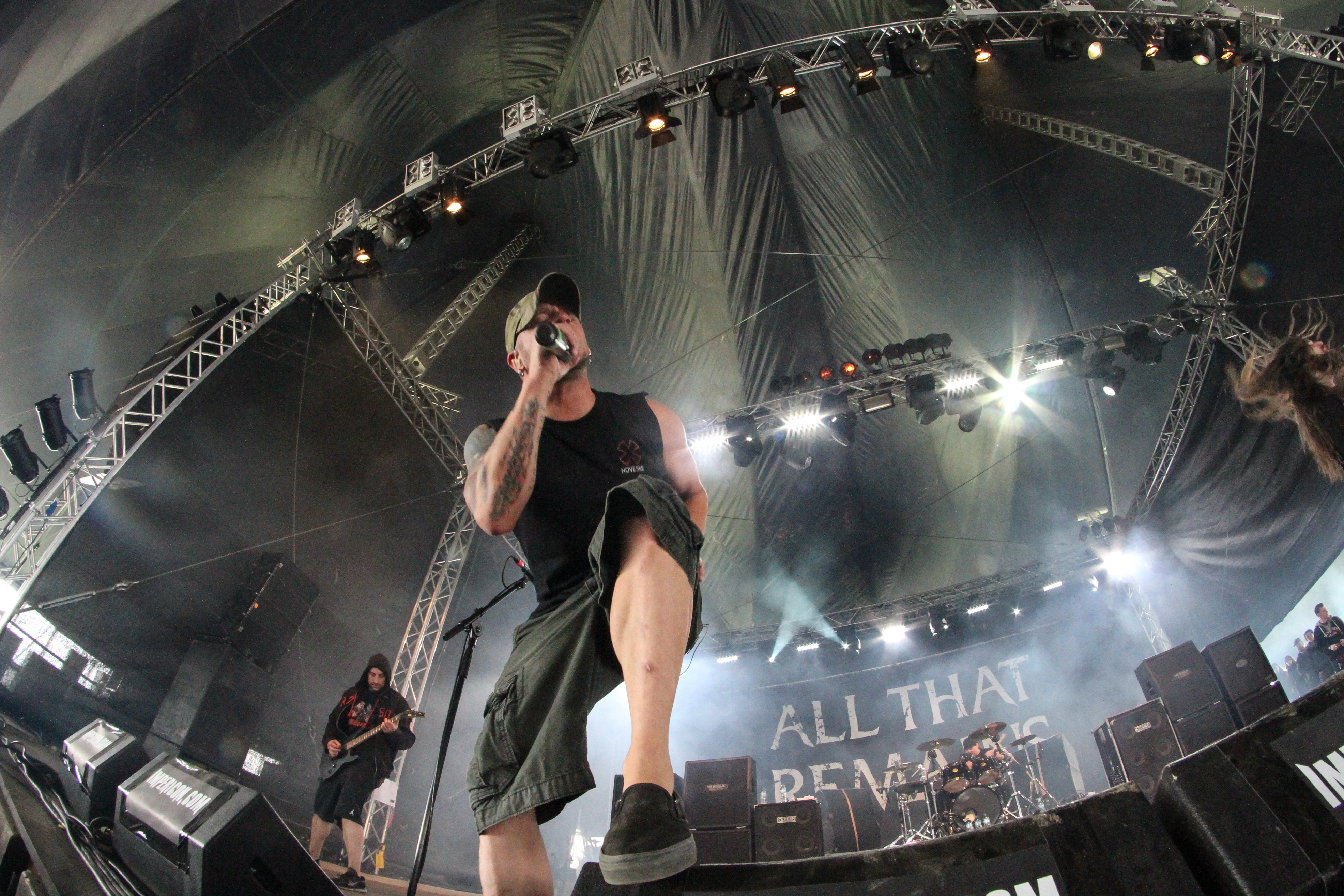
Gli All That Remains al With Full Force Festival 2013

Il 29 giugno 2009, il batterista Jason Costa si ruppe una mano e la band ingaggiò, temporaneamente, Tony Laureano (Dimmu Borgir, Nile) per onorare il sodalizio durante il Rockstar Energy Mayhem Festival.
Il 7 ottobre 2009, venne pubblicato un video musicale per il brano "Forever in Your Hands". Venne, inoltre, resa disponibile per il download gratuito Frozen, la bonus track per il Giappone.

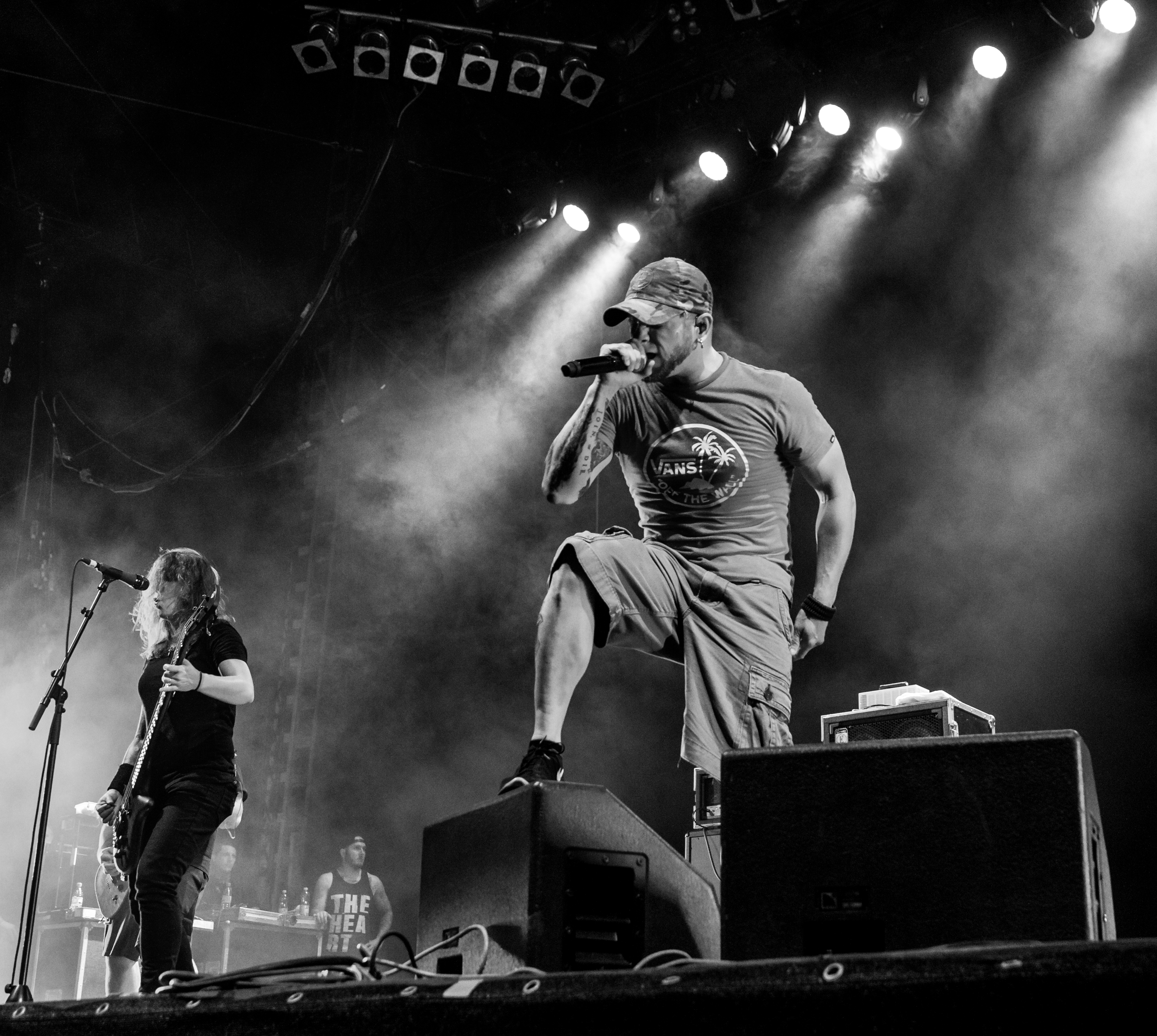
Il gruppo al Rock am Ring 2015

### For We Are Many(2010-2011)
All That Remains annunciarono che la registrazione di un nuovo album sarebbe cominciata nell'aprile 2010. La band confermò di aver scelto come produttore Adam Dutkiewicz. L'album venne pubblicato il 12 ottobre 2010.
La canzone For We Are Many venne resa disponibile per il download gratuito il 18 agosto, dopo essersi iscritti al sito ufficiale della band. Il 6 ottobre 2010 venne pubblicato il video musicale per il singolo Hold On.
For We Are Many debuttò alla posizione numero 10 della Billboard 200, vendendo poco più di 29 000 copie durante la prima settimana.

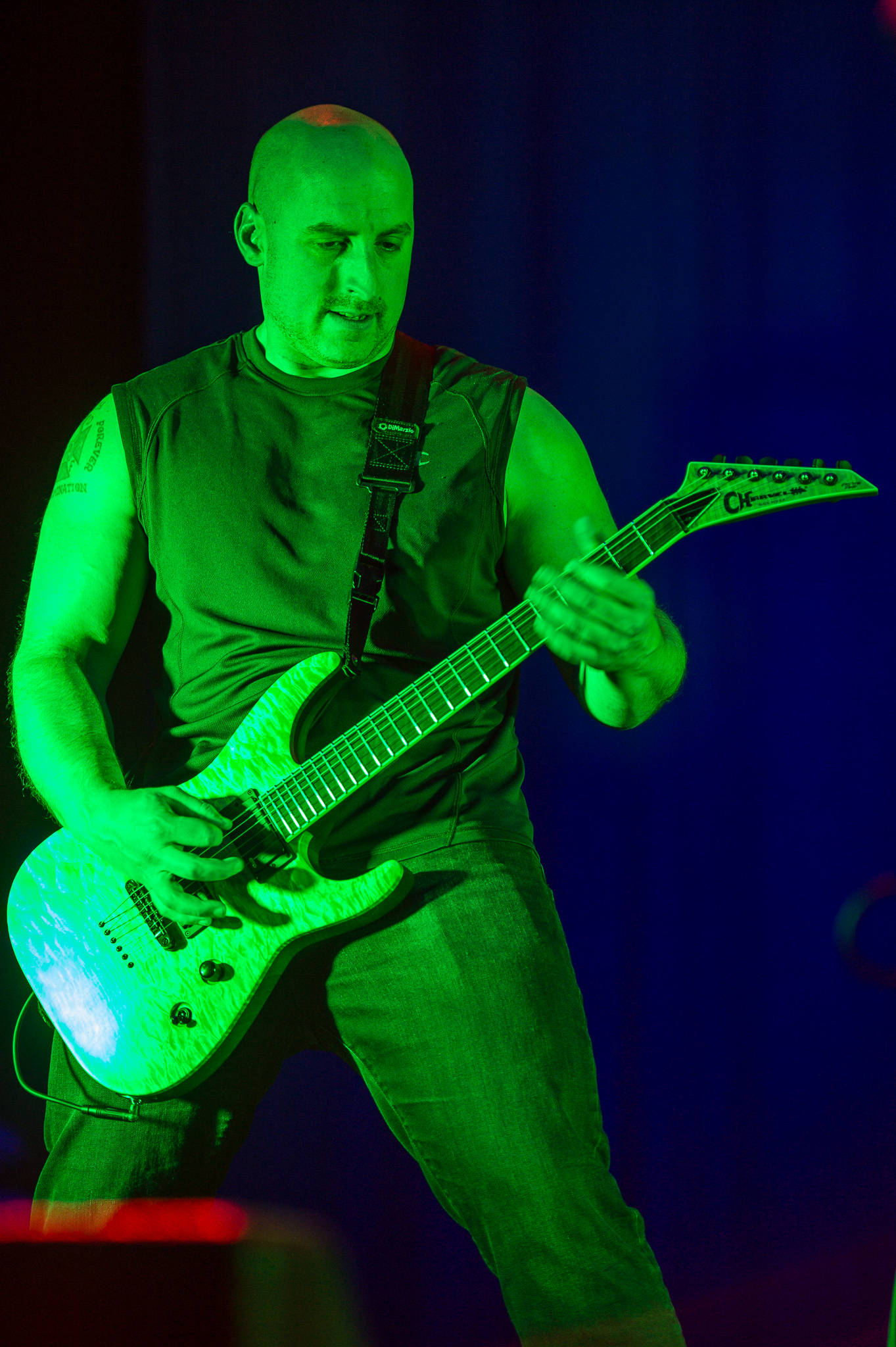
Mike Martin

### A War You Cannot Win(2012-2013)
Il 21 giugno 2012 la band annunciò la lavorazione di un sesto album in studio e ne svelarono il titolo: A War You Cannot Win. Il 13 agosto, venne pubblicato su YouTube il brano Down Through the Ages.
Il 23 agosto venne rivelata la copertina ufficiale dell'album. Il 27 agosto venne pubblicato il primo singolo Stand Up, seguito il 29 agosto da un lyric video.
Il 6 novembre 2012 venne pubblicato A War You Cannot Win.

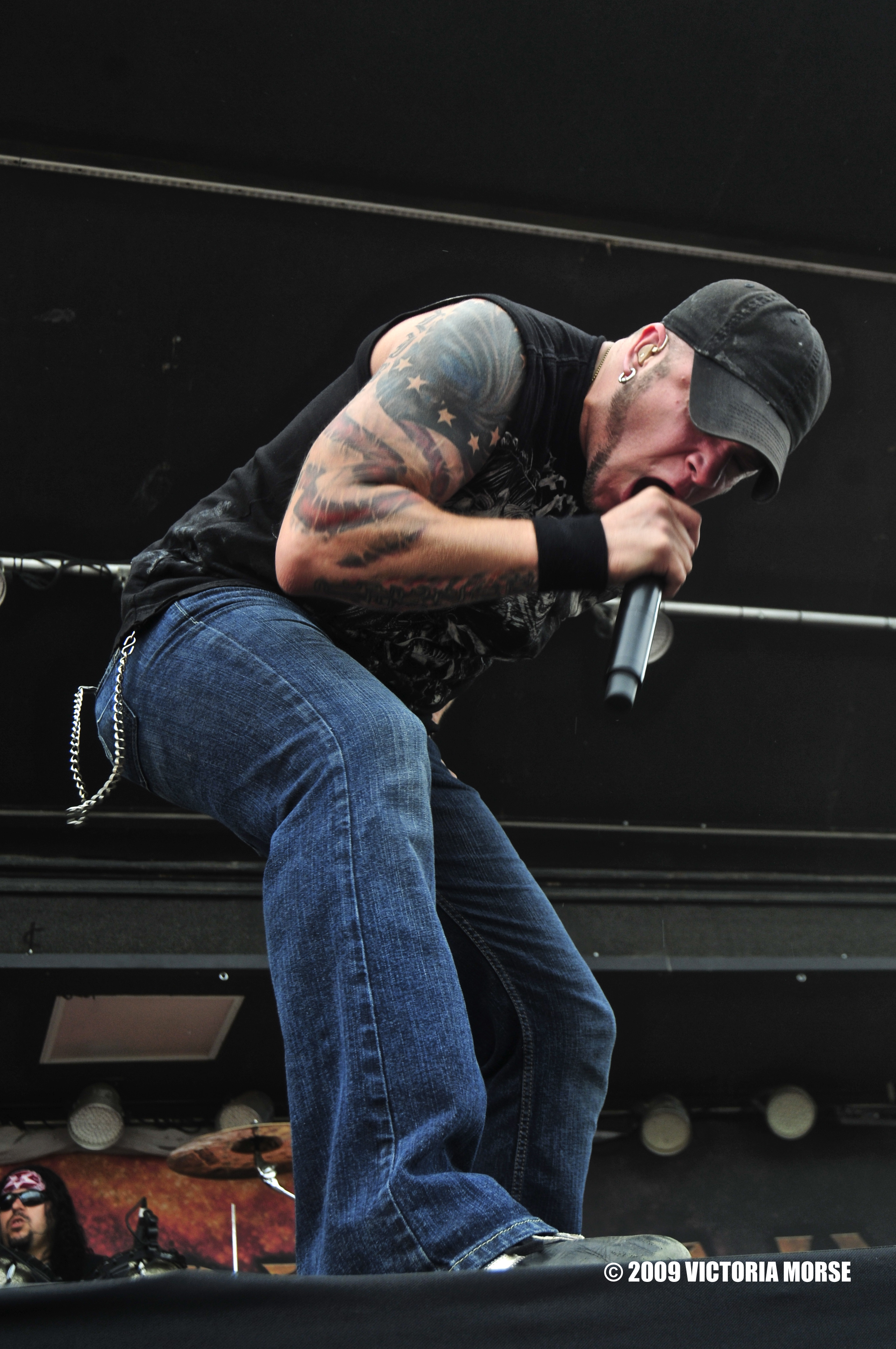
Philip Labonte nel 2009

### The Order of Things(2014-2015)
Il 12 luglio 2014, il gruppo inizia a registrare il settimo album in studio, prodotto da Josh Wilbur. L'11 dicembre 2014 il gruppo annuncia che il nuovo album, The Order of Things, sarebbe stato pubblicato il 23 febbraio 2014.
Il 13 gennaio 2015 il gruppo pubblica This Probably Won't End Well, primo singolo estratto da The Order of Things, il cui videoclip venne pubblicato il 2 febbraio 2015.
Il 24 settembre 2015 Jeanne Sagan decide di lasciare il gruppo; al suo posto subentra il bassista Aaron Patrick che rimarrà in formazione sino al 2021 per essere a sua volta sostituito da Mattew Deis, già bassista del gruppo dal 2003 al 2005.

### Madness(2016)
Il 1º agosto 2016 il gruppo ha confermato l'inizio delle registrazione per l'ottavo album in studio, prodotto da Howard Benson. Il 27 febbraio 2017 il gruppo ha pubblicato due lyric video per i brani Madness e Safe House per la promozione dell'album Madness, la cui pubblicazione è prevista per il 28 aprile 2017 con etichetta Razor & Tie. Il 24 marzo è stato pubblicato il lyric video per il brano Halo.

### Victim of the New Disease(2018 - Presente)
Nel settembre 2018, il gruppo annuncia sul suo profilo instagram di star lavorando ad un nuovo album, pubblicando i primi 30 secondi delle prime 7 tracce.
Ad anticipare il disco è stato pubblicato il primo singolo, Fuck Love, uscito su iTunes il 28 settembre 2018 e, lo stesso giorno, la band rende disponibile il pre-ordine sulla piattaforma dell'album stesso, annunciandone anche la data di distribuzione, l'8 novembre 2018.
Il 17 novembre 2018 la band annuncia tramite Instagram e Facebook la morte del loro chitarrista e fondatore Oli Herbert, all'età di 44 anni.

## Formazione

### Formazione attuale
- Philip Labonte – voce (1998-presente)
- Mike Martin – chitarra ritmica (2004-presente)
- Jason Richardson – chitarra solista (2018-presente)
- Jason Costa – batteria (2007-presente)
- Matt Deis – basso (2003-2004, 2022-presente)

### Ex componenti
- Aaron Patrick – basso, cori (2015-2021)
- Oli Herbert – chitarra solista (1998-2018)
- Jeanne Sagan – basso, cori (2006-2015)
- Michael Bartlett – batteria (1998-2006)
- Shannon Lucas – batteria (2006)
- Josh Venn – basso (2005)
- Chris Bartlett – chitarra (1998-2004)
- Dan Egan – basso (1998-2003)

### Ex turnisti
- Jay – batteria (2006)
- Colin Conway – batteria (2006)
- Tim Yeung – batteria (2006)
- Tony Laureano – batteria (2009)
- Ben Harclerode – batteria (2015)
- Jason Richardson – chitarra (2018-2019)

## Discografia
- 2002 – Behind Silence and Solitude
- 2004 – This Darkened Heart
- 2006 – The Fall of Ideals
- 2008 – Overcome
- 2010 – For We Are Many
- 2012 – A War You Cannot Win
- 2015 – The Order of Things
- 2017 – Madness
- 2018 - Victim of the New Disease